# Marco-Sharif Khan

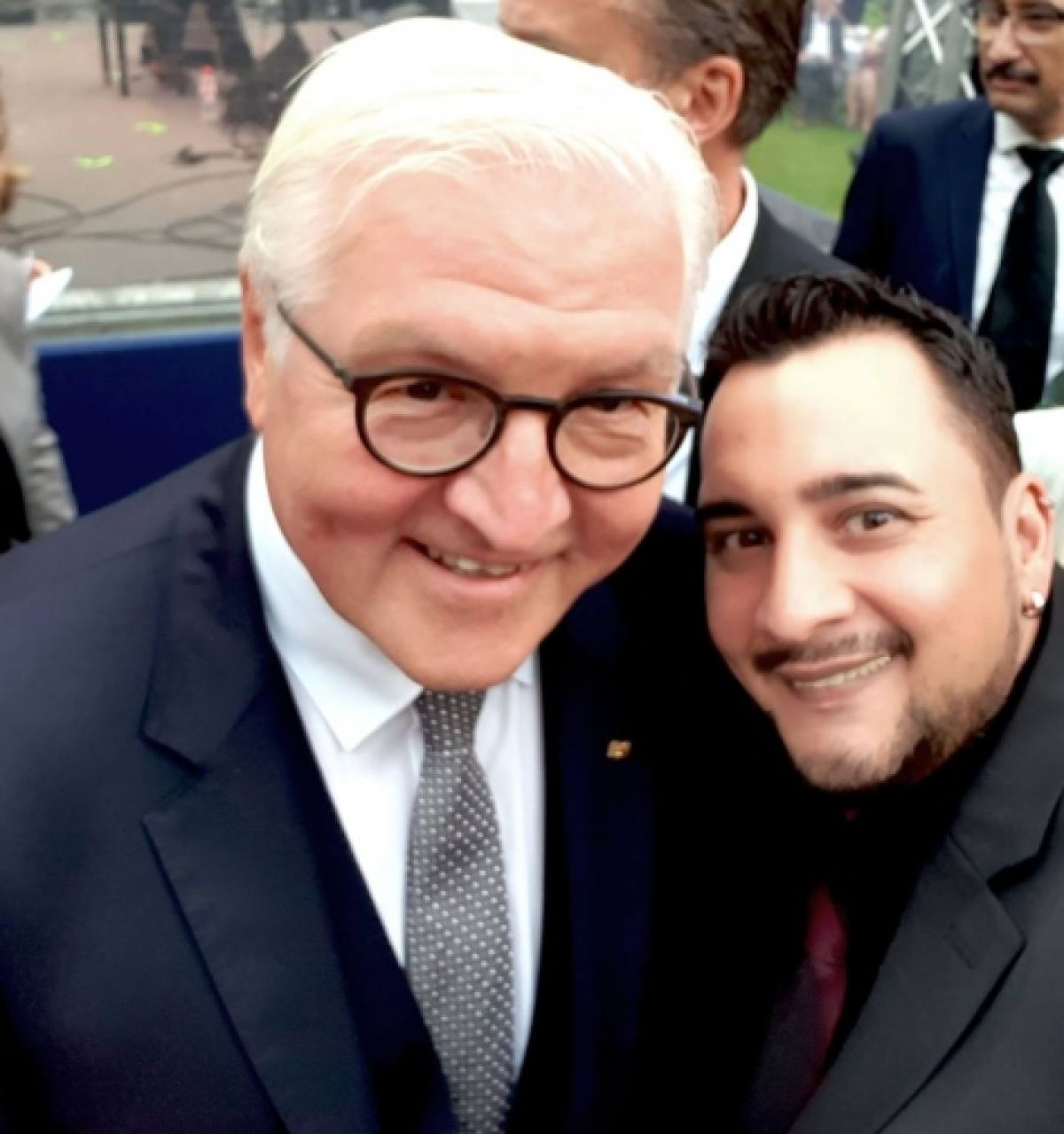
Marco-Sharif Khan und Bundespräsident Frank-Walter Steinmeier im Schloss Bellevue, 2018

Marco-Sharif Khan (geb. am 5. März 1981 in Schuttern, Deutschland) ist durch sein ehrenamtliches Engagement im Bereich musikalischer und sozialer Projekte bekannt geworden.
Er ist Gründer und Vorsitzender des gemeinnützigen Vereins Jugend-Musik-Werk Baden mit Sitz in Friesenheim/Baden. Für sein langjähriges ehrenamtliches Engagement in der Kinder- und Jugendarbeit wurde er 2017 mit dem regionalen Senator-Ehrenamtspreis der Hubert-Burda-Stiftung für ehrenamtlich engagierte Personen, Gruppen und Vereine in Offenburg und der Ortenau ausgezeichnet, sowie 2022 mit dem Verdienstorden des Landes Baden-Württemberg.

## Leben und Wirken
Marco-Sharif Khan wurde in Schuttern (Baden-Württemberg) geboren. Seine Mutter war alleinerziehend und arbeitete im Schichtdienst in einer Etuifabrik, wodurch Khan frühzeitig Eigenverantwortung übernehmen musste. Zwischen 1987 und 1991 besuchte er die Grundschule in Heiligenzell. Danach wechselte zum Bildungszentrum Friesenheim, wo er 1996 seinen Realschulabschluss machte. Im Anschluss absolvierte er eine Ausbildung zum Kaufmann im Groß- und Außenhandel. Parallel war Khan jedoch seiner alten Schule immer treu geblieben, so hatte er einen pädagogischen Lehrauftrag bis 2012 im Bereich Musik. 
Khan ist deutsch-persischer Herkunft, was auch seine interkulturelle Offenheit und sein späteres Engagement in der gemeinnützigen pädagogischen Arbeit prägte.
Bereits in jungen Jahren entwickelte er ein starkes Interesse für Musik, insbesondere für das gemeinsame Musizieren in Gruppen. In seiner Kindheit erhielt er Unterricht an der Heim- und Kirchenorgel und war in seiner Heimatgemeinde bis zum Alter von 16 Jahren als Organist aktiv. Neben Orgel und Klavier und brachte er sich autodidaktisch Schlagzeug, Gitarre und Bass bei. Ergänzend absolvierte er einen Dirigierkurs.
Noch während seiner Schulzeit gründete er mit Mitschülern das Musikprojekt Various Impression, das sich bewusst als inklusives Schulbandprojekt verstand, bei dem alle unabhängig von musikalischer Vorbildung oder Instrumentenkenntnissen mitmachen durften. Nach dem Schulabschluss 1996 baute er Various Impression am Bildungszentrum Friesenheim weiter aus und legte damit den Grundstein für das überregionale Projekt Jugend-Musik-Werk Baden. Diese Initiative versteht sich als Plattform zur Förderung von Jugendlichen durch Musik – unabhängig von deren sozialem, kulturellem oder schulischem Hintergrund.
Außerhalb seiner ehrenamtlichen Tätigkeit ist Khan als Prokurist und Betriebsleiter in der Verpackungsbranche bei E. Wilhelm GmbH, als Schöffe am Landgericht Offenburg und als Vorsitzender des Prüfungsausschusses bei der IHK-Südlicher Oberrhein tätig. Khan ist auch ehrenamtlich beim MDO (Medizinischen Dienst Oberrhein) als Sanitäter im Bereich der  Öffentlichkeits- und Jugendarbeit aktiv. 
Sein Privatleben hält Marco-Sharif Khan weitestgehend von der Öffentlichkeit fern, jedoch ist bekannt, dass er verheiratet ist und eine Tochter hat.

### Das Jugend-Musik-Werk Baden
Nach mehreren Jahren aktiver Jugendarbeit, Konzerten, Musikfreizeiten und gemeinnütziger, ehrenamtlicher sozialpädagogischer Bandarbeit gründete Khan 2014 gemeinsam mit Unterstützern den Verein Jugend-Musik-Werk Baden e.V., mit dem Ziel, Jugendlichen nicht nur einen Proberaum, sondern einen Lebensraum für Kreativität, Ausdruck und Gemeinschaft zu bieten.
Das Jugend-Musik-Werk Baden  etablierte sich in den Folgejahren als feste Größe in der regionalen Jugendarbeit und veranstaltet Workshops, Musikfreizeiten, öffentliche Auftritte sowie Kooperationen mit Schulen und sozialen Einrichtungen.

## Öffentliche Wahrnehmung und Auszeichnungen

Hubert Burda Senator Ehrenamtspreis an Marco-Sharif Khan, 2017

Als Anerkennung für seine bereits in frühen Jahren geleitete Jugendarbeit erhielt Khan im Jahre 2009 den von seiner früheren Schule verliehenen Franz-Ress Förderpreis.
2013 erhielt Khan im Zuge seiner Mentorentätigkeit mit einer seiner Gruppen "Copyright" die Musikmedailie der Gemeinde Friesenheim für besondere, herausragende Leistung. 
Aufgrund seines Engagements wurden Khan und sein Team 2015 zur Preisverleihung des von Dr. Auma Obama initiierten Sauti-Kuu Award nach Berlin eingeladen, 2018 war Khan Gast des Bundespräsidenten Frank-Walter Steinmeier im Schloss Bellevue.
2017 berichtete das beim Burda Senator Verlag in Offenburg erscheinende Freizeitjournal Freizeit Revue anlässlich der Verleihung des Senator-Ehrenamtspreis der Hubert-Burda-Stiftung für ehrenamtlich engagierte Personen, Gruppen und Vereine in Offenburg und der Ortenau über Khan und sein Engagement. Im August 2022 wurde Khan in der Dokumentation 70 Jahre - 70 Köpfe des Landes Baden-Württemberg vorgestellt, im gleichen Jahr erhielt er den Verdienstorden des Landes Baden-Württemberg für langjähriges ehrenamtliches Engagement in der Kinder- und Jugendarbeit.

Verleihung des Landesverdienstorden Baden-Württemberg durch Ministerpräsident Winfried Kretschmann an Marco-Sharif Khan. 31.05.2022